# جيمس إل. كرافت
جيمس إل. كرافت هو رائد أعمال كندي، ولد في 11 ديسمبر 1874 في Stevensville, Ontario ‏ في كندا، وتوفي في 16 فبراير 1953 في شيكاغو في الولايات المتحدة.

## وصلات خارجية
- جيمس إل. كرافت على موقع إن إن دي بي (الإنجليزية)